# Nicolás Olivera
Nicolás Olivera (Montevideo, 30 de maig de 1978) és un exfutbolista uruguaià, que ocupava la posició de migcampista.
Va començar a destacar al Defensor del seu país natal. El 1998 fitxa pel València CF, però no gaudeix de massa oportunitats. Posteriorment jugaria en altres equips de la competició espanyola, sent rellevant sobretot al Sevilla FC. També ha estat altres dues etapes al Defensor.
Des de 2006 està militant en diversos equips mexicans.
Olivera va ser 28 vegades internacional amb la selecció de l'Uruguai, marcant 8 gols. Va formar part del combinat del seu país que va acudir al Mundial del 2002. També va jugar la Copa Confederacions 1997. En les categories inferiors uruguaianes, va estar present al Mundial sub-20 de Malàisia, i fou el millor jugador del torneig.